# Bystry Tanyp
Der Bystry Tanyp, auch nur Tanyp (russisch Бы́стрый Таны́п, baschkirisch Тере Танып) ist ein rechter Nebenfluss der Belaja in der Region Perm und in Baschkortostan im europäischen Teil Russlands.
Er entspringt in den Tulwinskaja-Höhen im Süden der Region Perm. Er fließt anfangs in südlicher Richtung an der Stadt Tschernuschka vorbei nach Baschkortostan, wendet sich dann nach Westen. Er trifft schließlich auf die Belaja, welche er 115 km vor deren Mündung in die Kama rechtsseitig erreicht. Der Bystry Tanyp weist im Unterlauf zahlreiche Mäander auf. Der 345 km lange Fluss entwässert ein Gebiet von 7560 km². Er ist zwischen Anfang November und April eisbedeckt. 20 Kilometer oberhalb der Mündung beträgt der mittlere Abfluss des Bystry Tanyp 44,5 m³/s.